# Nylandtia spinosa
Nylandtia spinosa là một loài thực vật có hoa trong họ Polygalaceae. Loài này được (L.) Dumort. mô tả khoa học đầu tiên năm 1822.